# Máel Mocheirge mac Indrechtaig
Máel Mocheirge mac Indrechtaig (mort en 896) est un roi d'Ulaid issu du
Dál Fiatach dans l'actuel Ulster en Irlande du Nord. Il appartient à une lignée cadette du  Dal Fiatach dénommée Leth Cathail dont le pouvoir était centré dans l'actuelle baronnie de Lecale dans le moderne comté de Down il est le frère de 
Cathalán mac Indrechtaig (mort en 871), un précédent roi d'Ulaid.Il règne comme
« Leth-rí » soit  « Demi-roi » ou co régent de 893 à 896.
Máel Mocheirge  règne conjointement avec Muiredach mac Eochocáin (mort en 896) de la lignée principale du Dal Fiatach. Muiredach est tué en 895 par Aitith mac Laigni (mort en 898) du Uí Echach Cobo. Máel Mocheirge, lui-même est tué l'année suivante par ses propres partisans. 
Il laisse plusieurs fils dont Aindiarraith roi du Leth Cathail tué en 897 par Máel Finnia mac Flannacán roi de Brega lors de la bataille de Rath Cro où les Ulaid et le Dál nAraidi sont vaincus et un nommé Cummascach mais aucun autre membre du Leth Cathail de détiendra la royauté d'Ulaid après lui. Aitith mac Laigni élimine également la même année ou l'année précédente, son corégent Muiredach mac Eochocáin  mais il doit faire face à la compétition de Cenn Étig mac Lethlonair de la dynastie rivale du Dál nAraidi

## Sources
- Annales d'Ulster sur  at University College Cork
- Chronicon Scotorum sur  at University College Cork
- (en) Byrne, Francis John (2001), Irish Kings and High-Kings, Dublin: Four Courts Press,  (ISBN 978-1-85182-196-9)
- (en) Charles-Edwards, T. M. (2000), Early Christian Ireland, Cambridge: Cambridge University Press,  (ISBN 0-521-36395-0)